# Diaea praetexta
Diaea praetexta es una especie de araña cangrejo del género Diaea, familia Thomisidae. Fue descrita científicamente por L. Koch en 1865.

## Distribución
Esta especie se encuentra en Samoa.